# Euprionota
Euprionota is een geslacht van kevers uit de familie bladkevers (Chrysomelidae).
De wetenschappelijke naam van het geslacht werd in 1844 gepubliceerd door Félix Édouard Guérin-Méneville.

## Soorten
- Euprionota aterrima Guérin-Méneville, 1844
- Euprionota bruchi (Uhmann, 1930)
- Euprionota gebieni (Uhmann, 1930)
- Euprionota maura (Fabricius, 1801)
- Euprionota subparallela (Pic, 1932)